# U.S. Route 56
U.S Route 56 (också kallad U.S. Highway 56 eller med förkortningen  US 56) är en amerikansk landsväg i USA som sträcker sig i sydväst-nordöstlig riktning. Vägen är 1030 km lång och sträcker sig mellan Interstate 25 i norra New Mexico i väster och Kansas City, Missouri.